# کوکوتا
کوکوتا (به اسپانیایی: Cúcuta) یک سکونتگاه مسکونی در کلمبیا است که در بخش نورته د سانتاندر واقع شده‌است.

## خصوصیات
کوکوتا ۱٬۱۷۶ کیلومترمربع مساحت و ۶۳۷٬۰۰۰ نفر جمعیت دارد و ۳۲۰ متر بالاتر از سطح دریا واقع شده‌است.